# Церква Успіння Пресвятої Богородиці (Божиків)
Церква Успіння Пресвятої Богородиці в Божикові — парафія і храм греко-католицької громади Бережанського деканату Бучацької єпархії Української греко-католицької церкви в селі Божиків Тернопільського району Тернопільської области.

## Історія церкви
11 листопада 2012 року митрополит Василій Семенюк відвідав парафію хутора Лози (Тернопільський район) і освятив храм Успіння Пресвятої Богородиці.
Раніше на хуторі ніколи не було власного храму, тому місцеві жителі ходили на богослужіння в сусідні села. Його збудовано за кошти вірних, які збирали пожертви по всій архієпархії, а також за допомоги митрополита Василія.
На парафії діє Вівтарна дружина, заснована у 2012 році.

## Парохи
- о. Іван Соколовський (з ?).